# 圣驾巡游

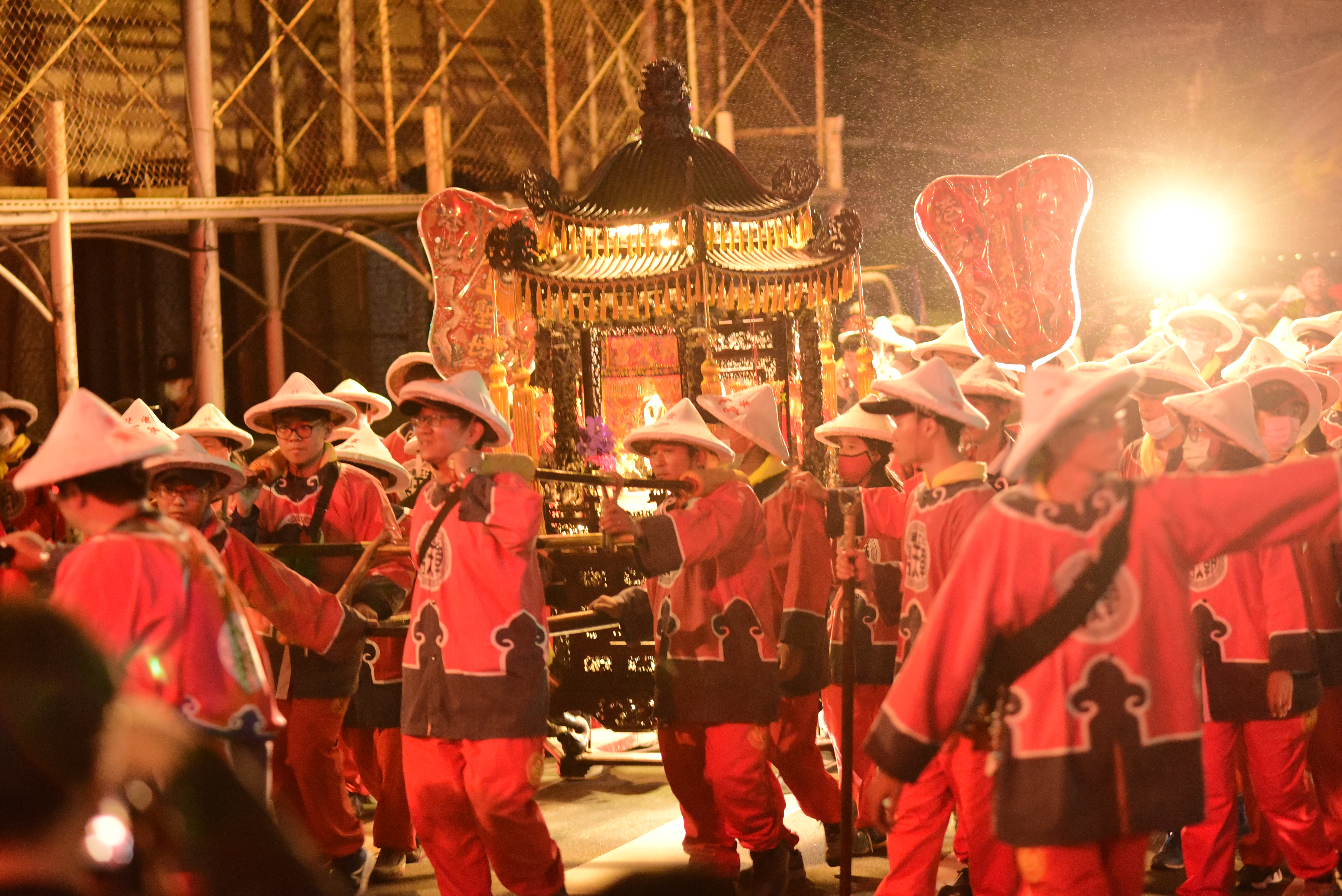
台灣一個繞境活動

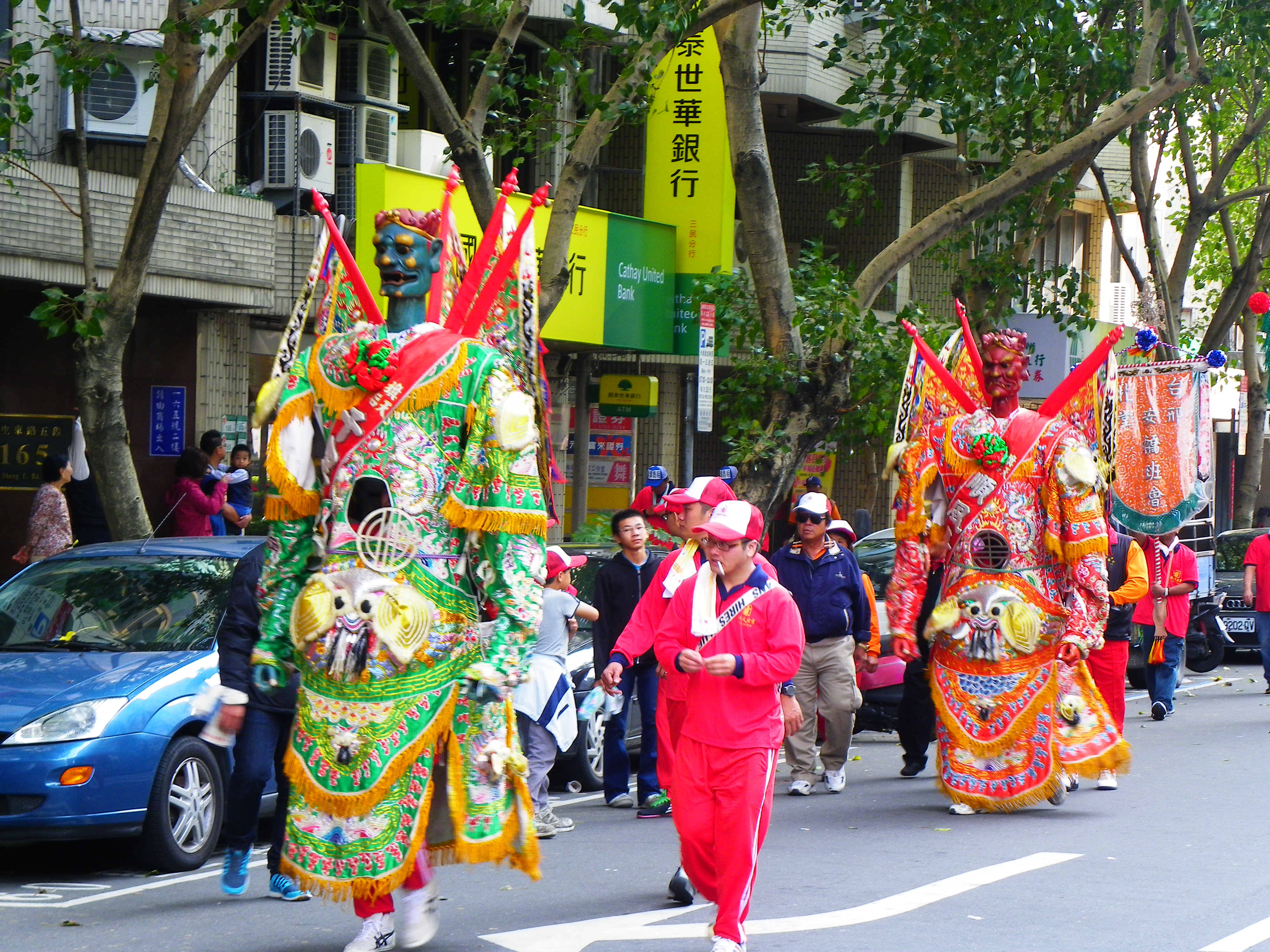
台灣一個繞境活動

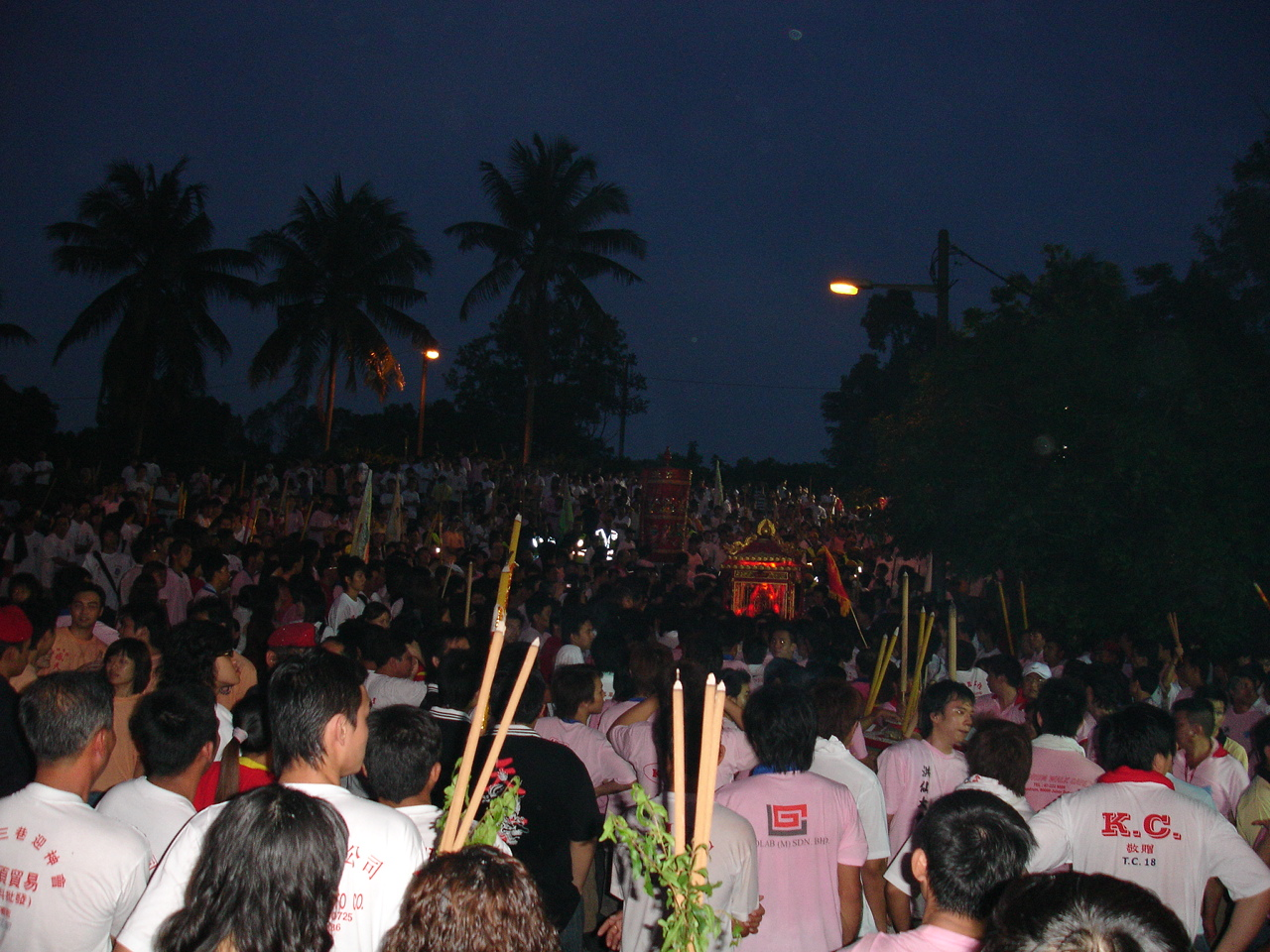
信众沿街膜拜

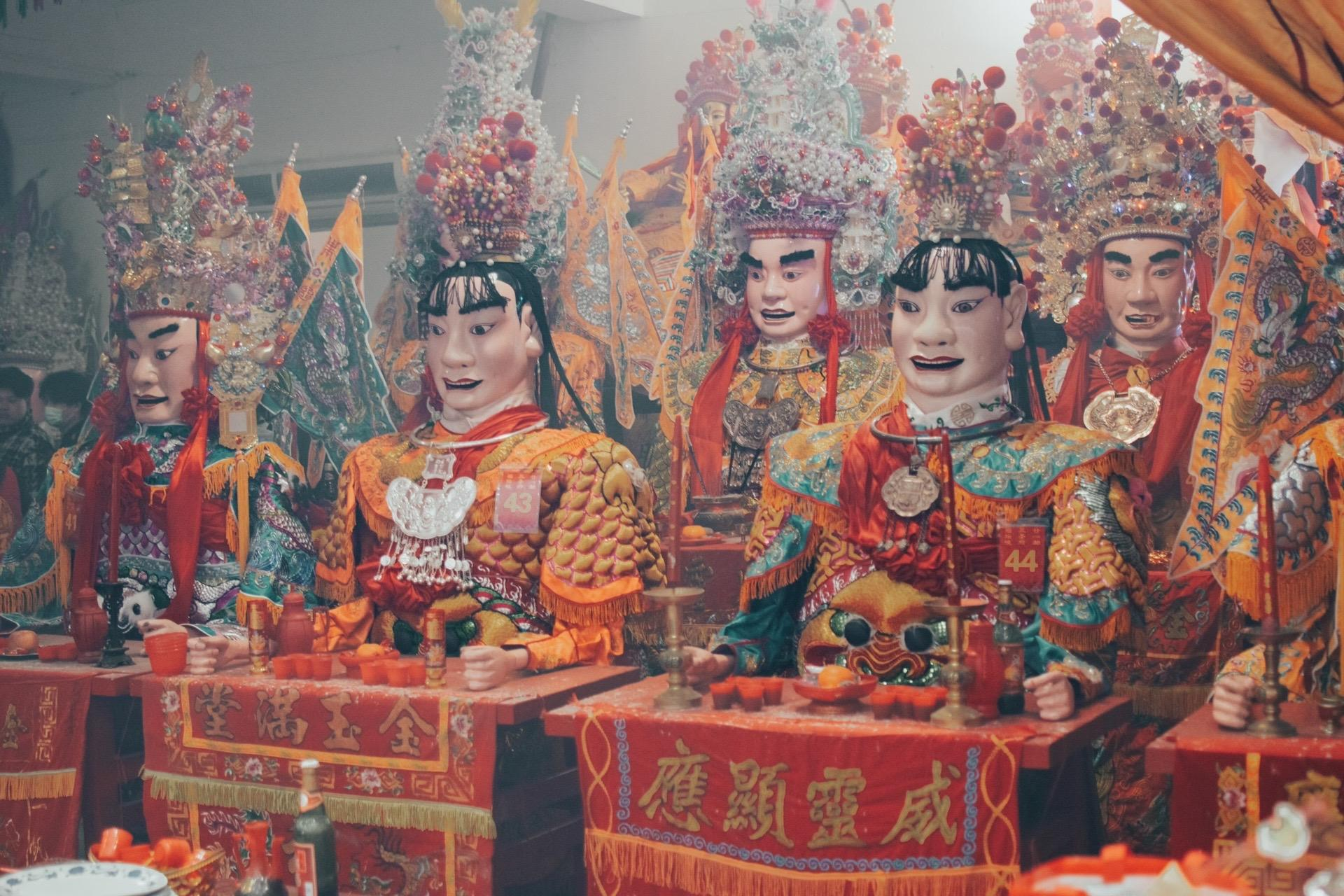
福州神偶

圣驾巡游也称为聖像巡遊、巡境、绕境（遶境）、行香、行鄉、遊神或迎神賽會，在福州習俗中稱為迎神或迎菩薩、在潮汕習俗中稱為营老爷、在日本習俗中稱為神幸祭，是東亞及东南亚民间信仰的信众在節慶、神诞或者祭典中进行的一项仪式。信徒把行身神像請進神轎裡，然后抬出庙宇沿街巡游，接受民众的香火膜拜，寓意神明降落民间，巡视乡里，保佑合境平安。 游行沿途可能有官將首、八家將、舞狮、舞龙、踩高跷、电子花车、酬神戲及南管、北管乐队演奏等藝陣表演。

## 名詞定義
在道教和民间信仰的用语中，“境”是指一方神祇所管辖的地方，也就是其庙宇的信仰范围之内。当巡游队伍在其庙宇和信仰范围内出巡时，称之为“巡境”；当巡游队伍进入到其它庙宇的范围时，称之为“绕境”。
另外根據黃文博的看法，在臺灣西南沿海會將大型的遶境稱作「刈香」，簡稱「香」，又稱「割香」:10。而小型的遶境會稱為「云庄」:18。此外黃文博還認為構成「刈香」的條件大致有四項：一、由人群廟（元廟、大廟）主辦，並有轄境角頭廟參加；二、香期（遶境時間）在三天以上，「香路」遼闊；三、定期或「經常性不定期」舉行，但具有歷史性；四、香陣結構龐大而嚴密，其中必有「蜈蚣陣」:12。

## 外部連結
- 福州民俗丨正月十二闹元宵！游神！迎神！ （页面存档备份，存于）